# Aeronca Champion
Aeronca Model 7 Champion, tudi samo Champ je enomotorno dvosedežno lahko športno letalo. Prvi let je bil v času 2. svetovne vojne, leta 1944. Namenjeno je športnemu letenju in šolanju pilotov. Letalo je bilo v proizvodnji med 1946-1950, skupno so zgradili čez 10000 letal. Leta 2007 so proizvodnjo ponovno zagnali in še vedno traja. Champion je zelo podoben konkurenčnem Piper Cubu, ima pa Champ širšo kabino in boljšo vidljivost.
Aeronica ima visoko nameščeno krilo, ki je podprto s pomočjo palic. Pri konstrukciji so uporabljali jeklene cevi, aluminij in vezan les. Nosilna struktura krila (spar) je bila grajen iz lesa, nosilna rebra pa iz aluminija. Krilo je bilo pokrito s tkanino. Možna je tudi zamenjava spar-a z alimunijastim. 
Večina letal je imel fiksno pristajalno podvozje z repnim kolesom, so pa zgradili tudi model z nosnim kolesom (tricikel). Na letalo se je lahko namestilo tudi plovce ali pa smučke.

## Specifikacije (7AC)
Podatki iz FAA Type Certification Data Sheet, Plane & Pilot and Montgomery
Splošne značilnosti
- Posadka: 1 pilot
- Število sedežev: 1 potnik
- Dolžina: 21 ft 6 in (6,55 m)
- Razpon kril: 35 ft 0 in (10,67 m)
- Teža praznega letala: 740 lb (336 kg)
- Bruto teža: 1.220 lb (553 kg)
- Kapaciteta goriva: 13 U.S. gal (49 L; 11 imp gal)
- Pogon letala: 1 × Continental A65-8 4-valjni protibatni motor, 65 hp (48 kW)
- Propelerji: št. lopatic: 2 lesen, s fiksnim vpadnim kotom krakov

Zmogljivost
- Maks. hitrost: 95 mph (153 km/h; 83 kn)
- Potovalna hitrost: 85 mph (74 kn; 137 km/h)
- Hitrost pri porušitvi vzgona: 38 mph (33 kn; 61 km/h)
- Neprekoračljiva hitrost: 129 mph (112 kn; 208 km/h)
- Doseg: 270 mi (235 nmi; 435 km)
- Višina leta (servisna): 12.500 ft (3.810 m)
- Hitrost vzpenjanja: 370 ft/min (1,9 m/s)